# Тауэр-Хилл (станция метро)
Тауэр-Хилл (англ. Tower Hill) — станция лондонского метро на холме Тауэр-Хилл в историческом районе города, называемом Тауэр Хэмлетс. Находится в непосредственной близости к Тауэру. На станции останавливаются поезда двух линий метро: «Дистрикт» и Кольцевой. На линии «Дистрикт» находится между станциями «Монумент» и «Олдгейт-Ист», на Кольцевой линии — между «Монумент» и «Олдгейт». Станция была реконструирована в 2008 году. Станция не рассчитана на инвалидов-колясочников. Относится к первой тарифной зоне.

## Иллюстрации

Станция «Тауэр-Хилл»
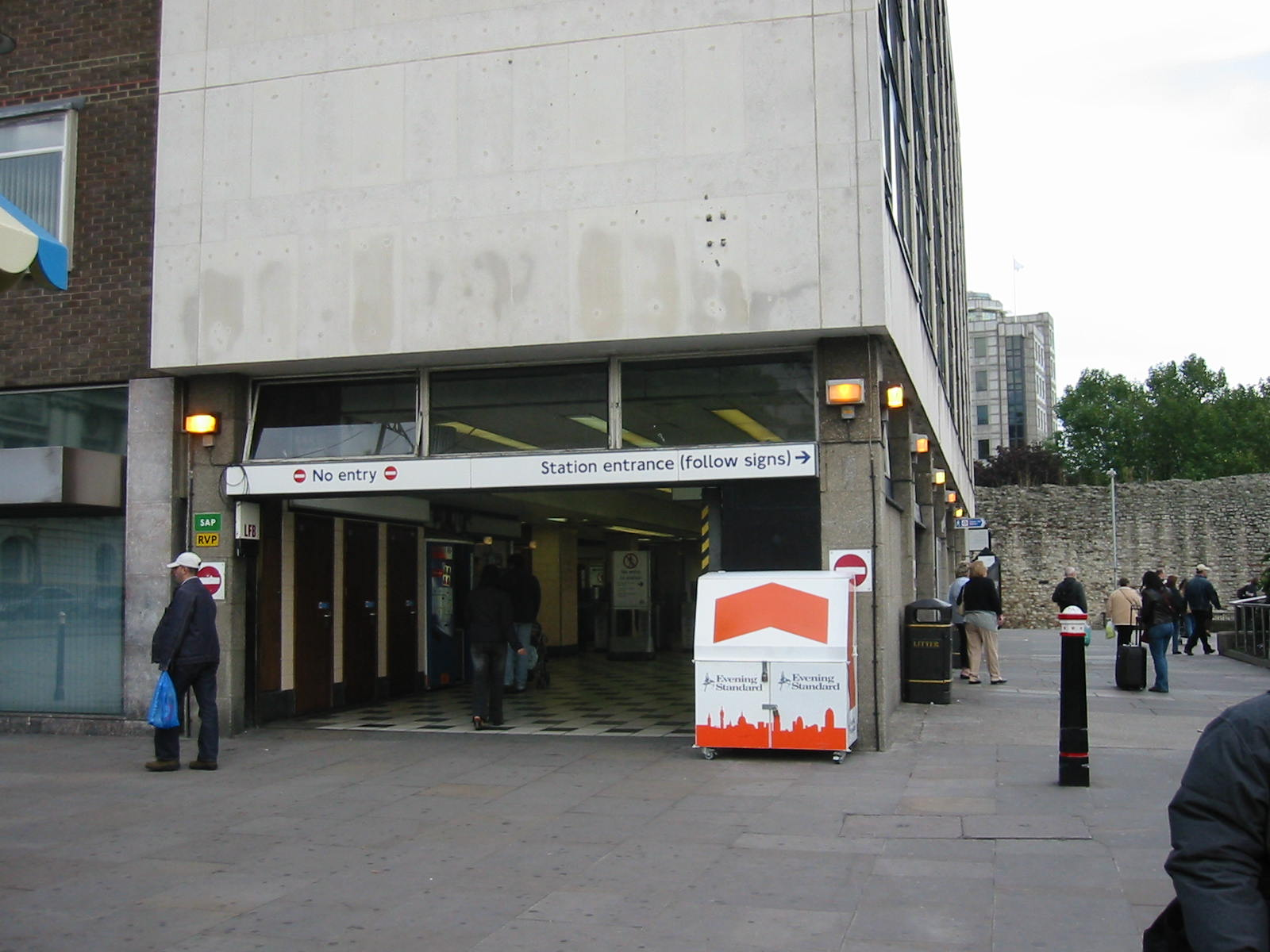
Вход на станцию
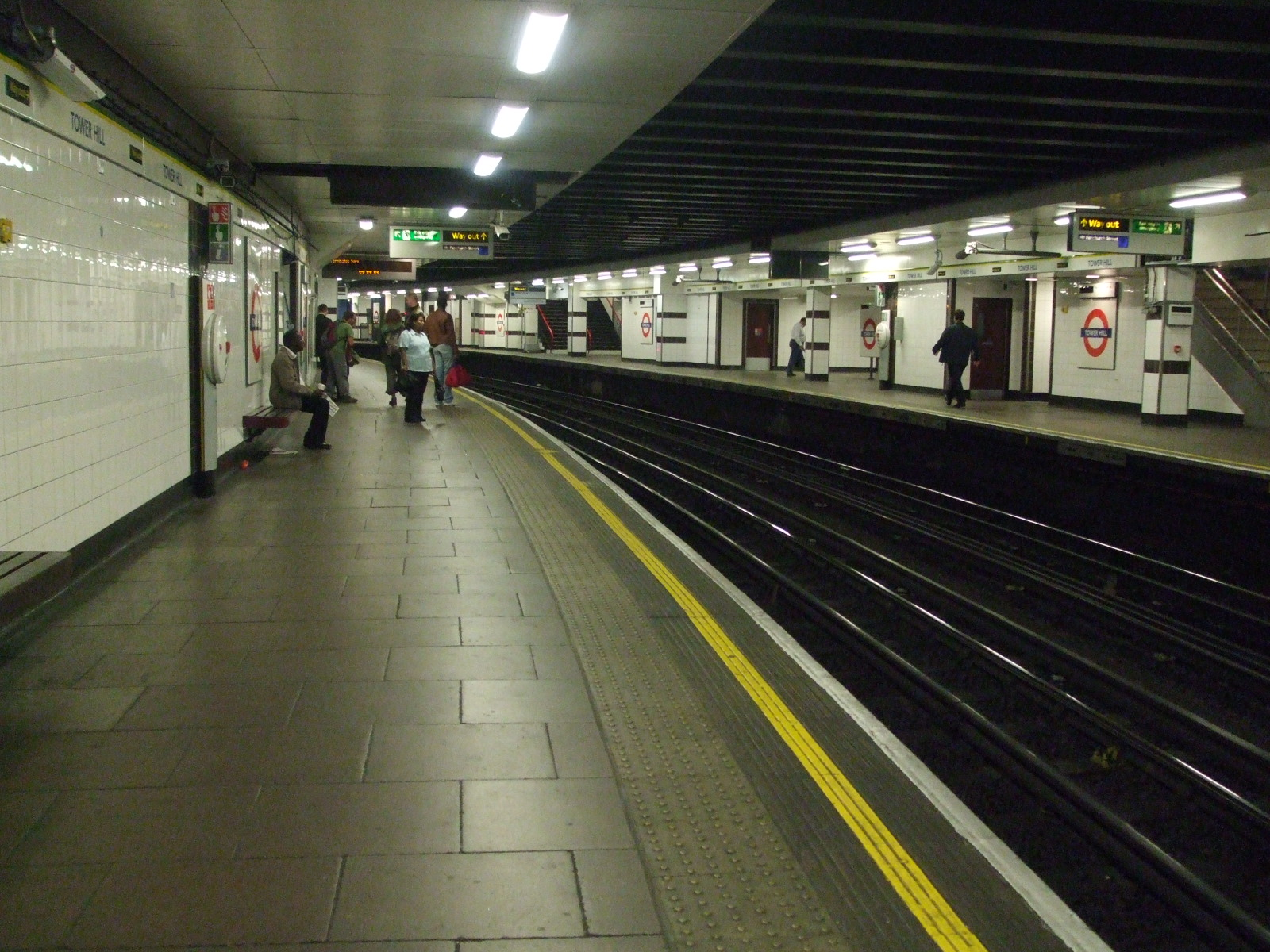
Платформа
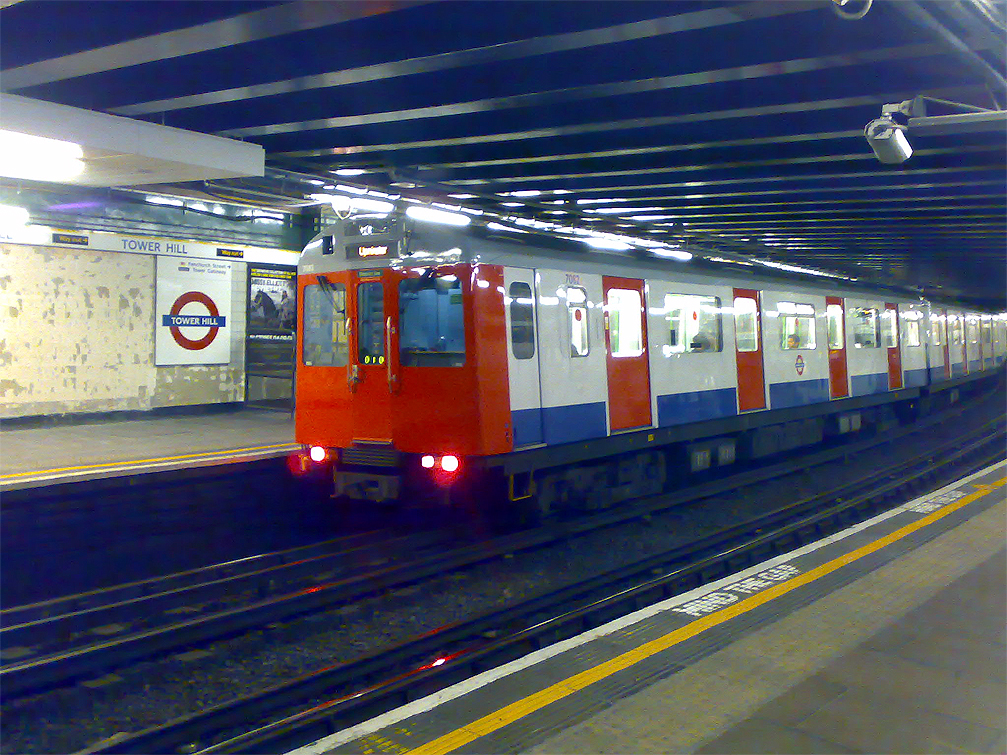
Поезд отъезжает от платформы
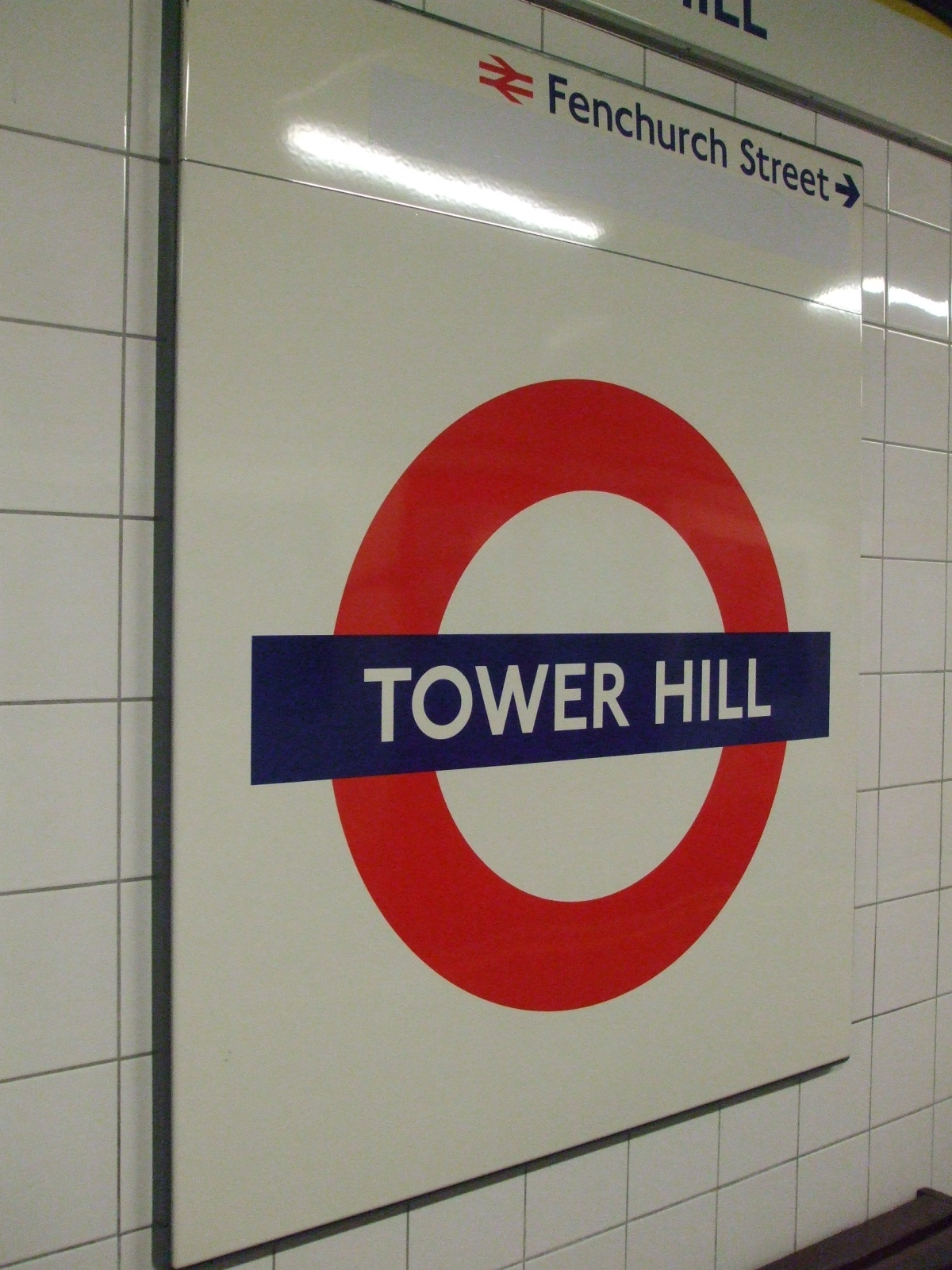
Рондель на путевой стене